# Kallwass greift ein!
Kallwass greift ein! (früher Zwei bei Kallwass) war eine von Angelika Kallwass moderierte Pseudo-Doku-Show. Die Sendung hat vorwiegend Themen aus Psychologie und Lebensberatung zum Inhalt.

## Handlung
Meist wirkte die Moderatorin als Mediatorin zwischen zwei Personen, die einen Konflikt auszutragen hatten; oft waren es auch „Zwei-gegen-einen“- oder „Zwei-gegen-zwei“-Konstellationen; seltener waren noch größere Gruppen im Studio. Abweichend von der tatsächlichen vertraulichen Praxis der Mediation wurden die Sitzungen in der Sendung, ähnlich einer Gerichtsverhandlung, in einem Saal mit Zuschauern ausgetragen.
Bei den diskutierten Problemen handelte es sich häufig um Beziehungsprobleme zwischen Paaren. Ferner wurden Konflikte innerhalb der Familie in jeder denkbaren Konstellation dargestellt, aber auch Nachbarschaftsstreitigkeiten, Schulprobleme und Straftaten.
Im Laufe der Diskussion fand auf dem Höhepunkt des erzeugten Spannungsbogens meist eine dramaturgische Wendung statt – beispielsweise, dass das anfängliche Opfer zum Teil selbst zum Konflikt beigetragen hatte, was sich erst im Verlauf der Diskussion herausstellte, oder es wurde eine Tatsache bekannt, die das Problem in einem völlig anderen Licht erscheinen ließ.

## Produktion und Ausstrahlung
Die Sendung wurde zu Beginn mit tatsächlich Betroffenen aufgezeichnet, was jedoch nicht die gewünschten Einschaltquoten brachte. Knapp vier Wochen nach Sendestart wurden Darsteller eingesetzt; daraufhin wurden die Einschaltquoten besser. Es kamen oft Darsteller ohne schauspielerische Ausbildung zum Einsatz.
Seit Aufzeichnungsbeginn wurde die Sendung von der Produktionsfirma filmpool produziert, die das Format auch entwickelt hatte. Das Set befand sich in Studio 1 der NOBEO GmbH in Hürth bei Köln. Ab dem 2. Mai 2011 wurde Zwei bei Kallwass im Breitbildformat 16:9 ausgestrahlt. Die Sendung wurde seit dem 5. November 2001 montags bis freitags (von Mai 2004 bis November 2009; ab Januar 2010 auch samstags) um 14:00 Uhr auf Sat.1 ausgestrahlt.
Im Dezember 2012 wurde bekannt gegeben, der Sendung ein komplett neues Design bzw. Konzept zu verpassen und sie ab Mitte Januar 2013 mit dem Titel Kallwass greift ein! laufen zu lassen. Am 19. Februar 2013 gab Sat.1 bekannt, dass am 28. März 2013 die letzte neue Folge zu sehen sein werde, der Sender jedoch an einem neuen Format mit Angelika Kallwass arbeite. Wiederum wurde am 5. März 2013 bekannt, dass die Sendung bereits am 8. März zum letzten Mal ausgestrahlt werde.

## Sonstiges
Der Perfecto-Mix von Unfinished Sympathy der britischen Band Massive Attack wird in der Sendung als Jingle verwendet.

## Auszeichnungen und Nominierungen
Deutscher Fernsehpreis
- Nominiert – „Beste tägliche Serie“ (2002)